# Torre Sans
La Torre Sans és una casa aïllada modernista de les Borges del Camp (Baix Camp) protegida com a bé cultural d'interès local. El nom de la casa es correspon al cognom de Jaume Sans, el seu promotor i propietari.

## Descripció
És un edifici aïllat envoltat per un jardí. És de planta quadrada, de dos pisos d'altura, amb un soterrani. La coberta amb terrassa a la catalana, està rematada exteriorment per una línia de balustres que estan separades per un ràfec de la resta del cos de l'edifici i constitueixen un punt d'interès. Sota la cornisa, una sanefa de flors esgrafiades. També és destacable la torre conoïdal sobre la terrassa, recoberta de trencadís verd que s'esfuma en grocs i ocres, i formada per quatre arcs semicirculars que formen un mirador. Els buits de les façanes laterals són simètrics; els de la central s'ordenen simètricament sobre el pòrtic d'accés situat a la part central.

## Història
És la finca d'estiueig més coneguda de la vila. Va ser construïda l'any 1911. El reixat data de 1925-26. Jaume Sans Ferran va ser un empresari borgenc que arribà a alcalde de la vila. El seu pare, Mateu Sans, que va construir la casa, era mestre d'obres, i havia reconstruït la cúpula de l'església parroquial del poble. La casa va ser la residència de Jaume Sans fins al 1950 i després es convertí en casa d'estiueig. Actualment s'habita de forma permanent. Va ser construïda l'any 1911 i conserva elements modernistes en el seu interior, com ara pintures i arrambadors ceràmics. El reixat que dona el tomb a la finca data de 1925-26.